# Zaima Beleño
Zaima Beleño (nacida en Panamá; 3 de octubre de 1932) es una popular cantante, actriz, bailarina y vedette panameña que incursionó extensamente durante la década dorada del cine argentino.

## Biografía
Zaima Beleño, cuyo nombre real es Clara Beleño, es una gran artista que si bien es oriunda de Panamá viajó desde muy pequeña a Cuba. Hizo una extensa carrera tanto en el exterior como en Argentina donde llegó a mitad de los años sesenta, trabajando durante siete años y filmó un total de cuatro películas. Luego iría a Uruguay y  Venezuela para continuar con su profesión de primera vedette. En Francia llegó a trabajar en el famoso Folies Bergère parisino.
Fue la elegida para entregarle el premio al jugador Antonio Ubaldo Rattin cuando se retiró del fútbol a los 33 años de edad.
Fue una íntima amiga del mítico empresario Rodríguez Kito. Es media hermana de una famosa actriz de Cuba, Celia Cruz.
De personalidad tímida supo volcar su facetas sexis en personajes extrovertidos y  con bailes exóticos.

## Carrera

### Cine
- 1966: Ritmo, amor y juventud junto con los cantantes Raúl Lavie y Susy Leiva y las actrices Pinky y Mimí Pons.
- 1967: Mi secretaria está loca, loca, loca con Violeta Rivas, Chabuca Granda, Jorge Barreiro y Benigno Ginzo.
- 1968:Humo de marihuana protagonizada por Carlos Estrada, Marcela López Rey y Thelma Biral.[4]
- 1969:Deliciosamente amoral junto a Libertad Leblanc, y Maurice Jouvet.[5]

### Cantante
Su talento en el baile se amoldaba a su voz picaresca con las que grabó numerosos temas del ritmo tropical de salsas y boleros, candombes y ritmos caribeños.  algunos de ellos en Argentina:El rata rattin simple con las que cautivo al equipo de Club Atlético Boca Juniors. Otros de sus destacados temas fueron:
- La gran ciudad
- Nuestras vidas
- Aquellos secretos
- Inolvidable
- Alguien tiene que llorar
- Gracias
- Mentirita
- Dos crios que te buscan
- Qué sabes tú
- Angelitos negros
- Todo lo ocupas tú
- Tú pañuelo
- Tengo que acostumbrarme
- La fiestona
- El pata pata (Odeon "Pop"- 1968)
- La gloria eres tú
- Serenata Mulata

También grabó algunos temas con el grupo Los Isleros. Hizo varias actuaciones en vivo con el músico Juan Gularte. En Panamá formó parte de los cancionistas de Rafael Labasta junto con Manny Bolaños y Luis Demetrio.

### Teatro
Fue primera vedette y corista entre 1968 y 1970 del Teatro Maipo  donde trabajó con grandes capocómicos del momento como Jorge Porcel,, Don Pelele, Juan Carlos Altavista, Pochi Grey, Rafael Carret, Alberto Anchart, Santiago Bal y May Avril, en obras como:
- 1962: El festival del Maipo, junto a Dringue Farias, Vicente Rubino, Alfredo Barbieri, Alba Solís y Nélida Roca.
- 1964: Proceso a la revista, junto con Rafarel Carret, Zulma Faiad, Gogó Andreu y Fidel Pintos.
- 1967: Es la frescura  con Fidel Pintos, Mimí Pons y Norma Pons, Jorge Porcel y Ramona Galarza
- 1968: Minifalditis con Jorge Porcel, Thelma Tixou y Osvaldo Pacheco
- 1968: Las 40 primaveras
- 1968: Les cantamos las cuarenta. Para festejar los cuarenta años, el Maipo editó un long play denominado Música en el Maipo en la que compartió escenario con Tito Lusiardo, Hilda Mayo, Osvaldo Pacheco, Don Pelele, Los Cinco Latinos, Pedro Sombra y Vicente Rubino. La dirección orquestal era de Lucio Milena con la dirección general, de Luis César Amadori.
- 1971: Maiporema
- 1982: Participó en un espectáculo en el Teatro Astral junto a Tito Lusiardo.

Era un exquisita bailarina cuyos movimientos sexys cautivaban al público masculino de aquellas épocas en clubes de Buenos Aires como el Club Alegre y vital y, en Montevideo, la boîte Bonanza, que solía frecuentar para luego descansar en el bar El Jauja. En 1968 fue una gran figura en El Carnaval del Uruguay y en varios carnavales en Atánta.

### Televisión
En la pantalla chica argentina, Beleño participó en 1971 del programa conducido por Pipo Mancera, Sábados Circulares, emitido por Canal 13. Tiempo después por el mismo canal se emitió un especial de Maiporema donde se lució en un fantástico show.

### Radio
Trabajó en Radio Belgrano en el Show de la Esperanza de Danny Palma, conducido por Danny Palma junto a Carlos Argentino y la Orquesta de Domingo Marafiotti.

### Fotonovelas
En Chile, Beleño actuó en la revista de fotonovelas Cine Amor interpretando  a una vedette con alma caritativa en "La diosa de ébano".